# Aéroport d'Água Boa
L'aéroport d'Água Boa (code OACI : SWHP) est l'aéroport desservant la ville d'Água Boa au Brésil.

## Compagnies aériennes et destinations
| Compagnies         | Destinations     |
| ------------------ | ---------------- |
| ASTA Linhas Aéreas | Confresa, Cuiabá |

## Accès
L'aéroport est situé à 3 km du centre-ville de Água Boa.